# Dendropaemon angustipennis
Dendropaemon angustipennis là một loài bọ cánh cứng trong họ Bọ hung (Scarabaeidae).